# 相川奈都姫
相川 奈都姫（あいかわ なつき、1990年8月21日 - ）は、日本の女性声優。京都府京都市出身。賢プロダクション所属。
代表作は『モンスター娘のいる日常』（セントレア）、『ハイスクール・フリート』（黒木洋美）、『進撃の巨人』（ペトラ・ラル）、『回復術士のやり直し』（クレハ）など。

## 略歴
2011年にスクールデュオに入所（第13期卒業生）。2013年から賢プロダクションに所属。
2019年3月8日、自身のTwitterにて、前年の8月に交際相手であった会社員の一般人男性との結婚と妊娠を報告、同年8月4日に第1子を出産したことを報告した。現在は二児の母である。

## 人物
特技は京都弁、関西弁、料理、歌唱、動画編集。趣味はカラオケ、ゲーム、映画鑑賞、散歩、カフェ巡り、写真。特に料理はツイッターで写真を撮っている。映画鑑賞については、子供の頃から映画が好きだったこともあり、1200本以上の映画を鑑賞したという。

## 出演
太字はメインキャラクター。

### テレビアニメ
2013年
- 革命機ヴァルヴレイヴ（女の子、生徒、女子生徒）
- ガンダムビルドファイターズ（ベイカー、アナウンス、アランの部下、会場アナウンス）
- 黒子のバスケ（生徒）
- 進撃の巨人（ペトラ・ラル、女訓練兵）
- ちはやふる2（ギャラリー）
- はじめの一歩 Rising（人々）
- ポケットモンスター THE ORIGIN
- マギ The kingdom of magic（街の人々）

2014年
- ガンダムビルドファイターズトライ（ヤナイ）
- パックワールド（スキャナー、生徒たち、パックワールドの住民、エイリアン達、出場者A）
- 妖怪ウォッチ（2014年 - 2023年、サトちゃん〈林サトコ〉、フミちゃんの母、モグモグバーガー店員、ノリちゃん、サワコ先生、伊藤、しろく魔魔、チョコボー⑩、タク 他） - 3シリーズ

2015年
- うしおととら（御角の息子）
- 俺物語!!（女子生徒2）
- かみさまみならい ヒミツのここたま（2015年 - 2017年、秋川かえで、中野先生、仁科歩美、蝶野てるよ 他）
- 純情ロマンチカ3（女性）
- 進撃!巨人中学校（ペトラ・ラル）
- 蒼穹のファフナー EXODUS（ベラ・デルニョーニ）
- 響け!ユーフォニアム（2015年 - 2016年、吹奏楽部員、少女） - 2シリーズ
- ポケットモンスター XY（キリカ）
- モンスター娘のいる日常（セントレア）

2016年
- DAYS（女子、大柴の姉、アナウンス）
- NARUTO -ナルト- 疾風伝（カンナ）
- ハイスクール・フリート（黒木洋美）
- ベルセルク（コレット、侍女）
- 僕のヒーローアカデミア（少年）

2017年
- 青の祓魔師 シリーズ（2017年 - 2024年、祓魔師、南、志摩盾） - 2シリーズ
- ちるらん にぶんの壱（京女）
- ゼロから始める魔法の書（娼婦、同胞の女）③
- 神撃のバハムート VIRGIN SOUL（ラミア）
- バチカン奇跡調査官（司会者）
- セントールの悩み（SP③）
- アホガール（男の子）
- クレヨンしんちゃん（女性C）

2018年
- アイドリッシュセブン（愛の姉）
- 妖怪ウォッチ シャドウサイド（2018年 - 2019年、マサキママ、篠宮、イクオ、セバスさん、おばさん）
- アイカツフレンズ!（2018年 - 2019年、夫人、八百八お姉さん、女性記者、レポーター）
- 東京喰種トーキョーグール:re（里見紫苑）
- ジョジョの奇妙な冒険 黄金の風（女観光客2）
- 抱かれたい男1位に脅されています。（記者C）
- 青春ブタ野郎はバニーガール先輩の夢を見ない（花輪涼子）

2019年
- サークレット・プリンセス（日比野貴音）

2020年
- カードファイト!! ヴァンガード（タツヤの母）

2021年
- パズドラ（2021年 - 2024年、ブラックローズ）
- 回復術士のやり直し（クレハ）
- おしりたんてい（のりくみいん）
- RE-MAIN（中野雅美）

2022年
- ふしぎ駄菓子屋 銭天堂（結婚式場の来場客、同級生）
- うちの師匠はしっぽがない（お松）
- BLEACH 千年血戦篇（美女）

2023年
- 名探偵コナン（2023年 - 2024年、泉谷楓、小町亜美）
- デッドマウント・デスプレイ（アナウンス、暴〈雷燕美〉） - 2シリーズ
- アイドルマスター シンデレラガールズ U149（プロデューサーの姉）
- ビックリメン（ヤマトの母）

2024年
- わんだふるぷりきゅあ!（2024年 - 2025年、お鶴、店長）
- ザ・ファブル（デリヘル嬢）
- 甘神さんちの縁結び（2024年 - 2025年、参拝客、きせき園の子供、組合員、大学生、男の子）
- るろうに剣心 -明治剣客浪漫譚- 京都動乱（2024年 - 2025年、近江女）

2025年
- メダリスト（アナウンス）

### 劇場アニメ
2010年代
- マルドゥック・スクランブル 排気（2012年）
- 映画かいけつゾロリ まもるぜ!きょうりゅうのたまご（2013年、ゴルミ）
- 映画 妖怪ウォッチ 誕生の秘密だニャン!（2014年、女性）
- 劇場版 進撃の巨人（2014年 - 2015年、ペトラ・ラル） - 2作品
- 映画 妖怪ウォッチ エンマ大王と5つの物語だニャン!（2015年、アキ）
- 劇場版 響け!ユーフォニアム〜北宇治高校吹奏楽部へようこそ〜（2016年、吹奏楽部員）
- 青春ブタ野郎はゆめみる少女の夢を見ない（2019年、花輪涼子）

2020年代
- 劇場版 ハイスクール・フリート（2020年、黒木洋美）
- 青春ブタ野郎はおでかけシスターの夢を見ない（2023年、花輪涼子）

### OVA
- 進撃の巨人（2014年、ペトラ・ラル）
- 響け！ユーフォニアム「かけだすモナカ」（2015年、チームもなか） - 第1期Blu-ray第7巻収録番外編
- モンスター娘のいる日常（2016年 - 2017年、セントレア）[25] - コミックス第11O巻・第12巻OAD付き特装版
- OVA ハイスクール・フリート（2017年、黒木洋美）
- 蒼穹のファフナー THE BEYOND（2019年 - 2020年、ベラ・デルニョーニ[26]）
- 蒼穹のファフナー BEHIND THE LINE（2023年、ベラ・デルニョーニ[27]）

### Webアニメ
- ポケモンジェネレーションズ（2016年）
- DEVILMAN crybaby（2018年、陸上部員B、陸上部員E）
- ソードガイ The Animation（2018年、ブロンド女）

### ゲーム
2012年
- グラナド・エスパダ（エミリー）

2013年
- 妖怪ウォッチ（フミの母）
- ライトニング リターンズ ファイナルファンタジーXIII

2014年
- グランブルーファンタジー
- 車なごコレクション（180SX、ユーノスコスモ）
- 進撃の巨人〜人類最後の翼〜（ペトラ・ラル）
- 戦場のウエディング
- ヒーローズプレイスメント（YWN-097 カンナ、輪島・ユスティーネ、山城 かえで）
- 真・三國無双7 Empires（エディット女・可憐）
- 妖怪ウォッチ2 元祖/本家/真打（フミの母）

2015年
- 喧嘩番長6〜ソウル&ブラッド〜
- 百華夜光（???）
- モンスター娘のいる日常オンライン（セントレア）
- ワールドギミック（スノー、キリサメ）

2016年
- 進撃の巨人（ペトラ・ラル）
- 鋼鉄のワルツ
- 名探偵ピカチュウ 〜新コンビ誕生〜
- メモリーズドグマ
- モン娘☆は〜れむ（シェルカ）
- 妖怪ウォッチ3 スシ/テンプラ/スキヤキ（フミの母）
- LAPLACE LINK（若宮まどか）

2017年
- 逆転オセロニア（ヘイラン）
- 真・三國無双7 Empires
- ゼルダの伝説 ブレス オブ ザ ワイルド
- NARUTO -ナルト- 疾風伝 ナルティメットストーム4 ROAD TO BORUTO

2018年
- 進撃の巨人2（ペトラ・ラル）
- NARUTO TO BORUTO シノビストライカー（アバターボイス）
- 名探偵ピカチュウ
- イドラ ファンタシースターサーガ（ナディア、ラナ）

2019年
- ハイスクール・フリート 艦隊バトルでピンチ!（黒木洋美）
- エースコンバット7 スカイズ・アンノウン（ブラウニー）
- 妖怪ウォッチ4 ぼくらは同じ空を見上げている / 4++（フミの母）
- 妖怪ウォッチ1 for Nintendo Switch（フミの母）

2020年
- ワールドウィッチーズ UNITED FRONT（若本徹子）
- ゼルダ無双 厄災の黙示録

2023年
- ゼルダの伝説 ティアーズ オブ ザ キングダム

2025年
- 異世界のんびりライフ（セントレア）

### ドラマCD
- 有栖川有栖作品ドラマCD「残酷な揺り籠」
- 回復術士のやり直し（クレハ・クライレット）※第5巻オリジナルドラマCD付き同梱版
- ジョーカー・ゲーム
- 白魔女学園ドラマCD

### BLCD
- 声はして涙は見えぬ濡れ烏（2015年、烏生田凛の幼少）
- 二重螺旋 第6巻
- Life 線上の僕ら（白石穂香）

### 吹き替え

#### 映画
- 悪女/AKUJO（ソン〈チョ・ウンジ〉）
- ウェディング・テーブル（ケイト・ミルナー〈マリア・セイヤー〉）
- XOXO（チェルシー）
- 奇跡の絆（リーガン・ホール〈オリヴィア・ホルト〉）※オンデマンド配信版
- きみが還る場所（ニコール・パイパー[33]）
- ザ・コール 緊急通報指令室（実習生女）
- 幸せをつかむ歌（女性フロア）
- シティ・オブ・タイニー・ライツ（若いシェリー）※Netflix配信版
- スター・ウォーズ/最後のジェダイ
- デンジャラス・バディ（タチアナの母）
- バック・トゥ・ザ・フューチャー PART2（警官1）※BSジャパン版
- フッテージ デス・スパイラル（テッド、カレン）
- 僕と君の片想い（サシャ）
- マックス・スティール（ソフィア）

#### ドラマ
- ウォンテッド! ローラ&チェルシー（エイミー）
- GRIMM/グリム（ファリス）
- グレイズ・アナトミー 恋の解剖学12（マヤ）
- コバート・アフェア シーズン4（ウェンディ、サラ）
- CSI:サイバー（秘書）
- スーパーナチュラル シーズン9（タウニー）
- スキャンダル 託された秘密（スワン）
- ストライクバック:極秘ミッション（カーラ）
- タイムレス（ジヤ）
- ノンストップ・スリラー「暴走地区-ZOO-」 シーズン3（クレメンタイン・ルイス〈グレイシー・ドジーニー〉）
- ハーレーはド真ん中（ハーレー〈ジェナ・オルテガ〉）
- バリー（ジュリー）
- HAWAII FIVE-0 シーズン5 #20
- BONES
- マーベル インヒューマンズ（オーラン〈ソーニャ・バルモレス〉）
- モーツァルト・イン・ザ・ジャングル シーズン2
- 夜警日誌（メヒャン、キサン幼少期）
- リリーが一番!〜恋も仕事も全力ガール〜（ニッキー）
- ローズマリーの赤ちゃん〜パリの悪夢〜（ネナ）
- ロックなワンちゃん ブッカブー 〜いっしょに絵本を読もう〜（エミリー・ヴァンキャンプ）

#### アニメ
- インクレディブル・ファミリー
- エバー・アフター・ハイ（マデリン・ハッター）
- 学園NINJAランディ
- 三人の騎士の伝説（エイプリル、メイ、ジューン）
- スーパーウィングス（ニコール、ユリア[34]）
- スカイランダーズ・アカデミー（ステルスエルフ）
- ソウルフル・ワールド（ドリーマーウィンド[35]）
- モニカ&フレンズ（マギー）
- わたしたち、ララループシー!（クラムス）

### ラジオ
- モンスター娘たちのいる日常会話（2015年、音泉）

### ボイスオーバー
- 驚愕!野生動物
- 世界がザワついた（秘）映像 ビートたけしの知らないニュース
- トリハダ（秘）スクープ映像100科ジテン
- プロジェクト・ランウェイ10（アリシア・ハーデスティ）

### ナレーション
- EXILE TRIBE OFFICIAL FAN CLUB「E-girls」
- GirlsNews
- ジモデ 恋する街のおもてなしガイド 番宣
- 全漁連 イカの調理法
- 全労済
- フィットハウス
- 零界点 PV

### 舞台
- 劇団下剋上旗揚げオムニバス公演「枝芸」
- 家族百景
- ちょっといい話集めました短編集
- 一すじの鋒

## ディスコグラフィ

### キャラクターソング
| 発売日        | 商品名                                                                | 歌 | 楽曲                                                          | 備考                                                     |
| ------------- | --------------------------------------------------------------------- | --- | ------------------------------------------------------------- | -------------------------------------------------------- |
| 2015年8月19日 | 最高速 Fall in Love                                                   | ミーア（雨宮天）、パピ（小澤亜李）、セントレア（相川奈都姫）、スー（野村真悠華）、メロ（山崎はるか）、ラクネラ（中村桜） | 「最高速 Fall in Love」                                       | テレビアニメ『モンスター娘のいる日常』オープニングテーマ |
| 2015年8月19日 | 最高速 Fall in Love                                                   | ミーア（雨宮天）、パピ（小澤亜李）、セントレア（相川奈都姫）、スー（野村真悠華）、メロ（山崎はるか）、ラクネラ（中村桜） | 「Da-Da-Dash!」                                               | テレビアニメ『モンスター娘のいる日常』関連曲             |
| 2015年9月2日  | モンスター娘のいる日常 キャラクターソングVol.3「Nobility」 セントレア | セントレア（相川奈都姫）                                                                                                 | 「Nobility」 「モンスター・ロック！」 「最高速 Fall in Love」 | テレビアニメ『モンスター娘のいる日常』関連曲             |
| 2021年7月21日 | ワールドウィッチーズ 秘め歌コレクション デン・ヘルダー篇              | 若本徹子（相川奈都姫）                                                                                                   | 「カラフルエブリデイ」                                        | 『ワールドウィッチーズ』関連曲                           |

### シリーズ一覧
1. ↑  『妖怪ウォッチ』（2014年 - 2018年）、『妖怪ウォッチ!』（2019年）、『妖怪ウォッチ♪』（2021年 - 2023年）
2. ↑  第1期（2015年）、第2期『2』（2016年）
3. ↑  第2期『京都不浄王篇』（2017年）、第4期『雪ノ果篇』（2024年）
4. ↑  第1クール（2023年）、第2クール（2023年）